# Bastrop County
Bastrop County är ett administrativt område i delstaten Texas, USA, med 74 171 invånare (2010). Den administrativa huvudorten (county seat) är Bastrop.

## Geografi
Enligt United States Census Bureau har countyt en total area på 2 320 km². 2 301 km² av den arean är land och 20 km² är vatten.

### Angränsande countyn
- Williamson County - nord
- Lee County - nordost
- Fayette County - sydost
- Caldwell County - sydväst
- Travis County - nordväst

### Orter
- Bastrop (huvudort)
- Smithville